# ...and the Beat Goes On!
...and the Beat Goes On! è il primo album del gruppo degli Scooter, pubblicato nel 1995.

## Tracce
1. Different Reality – 5:33
2. Move Your Ass! – 5:38
3. Waiting For Spring – 4:28
4. Endless Summer – 4:04
5. Cosmos – 6:06
6. Rhapsody In E – 6:02
7. Hyper Hyper – 5:00
8. Raving In Mexico – 6:05
9. Beautiful Vibes – 5:13
10. Friends – 5:10
11. Faster Harder Scooter – 5:06

Durata totale: 58:25

## Formazione
- Hans-Peter Geerdes (H.P. Baxxter) - voce, chitarra a.k.a "Sheffield Dave"
- Hendrik Stedler (Rick Jordan) - tastiera
- Sören Bühler (Ferris Bueller) - tastiera

## Informazioni aggiuntive
La copertina è stata disegnata da Marc Schilkowski.
L'album è stato pubblicato da Edition Loop! Dance Constructions e da Hanse Chappell tranne per le tracce 5, 6, 7, 11 che sono state pubblicate da Rückbank Musikverlage.
La registrazione è avvenuta a The Ambience Studio, in Germania, ma è stato masterizzato alla Bass-Factory, a Londra (Inghilterra).